# Digital Art Museum
Digital Art Museum (DAM) ist ein Projekt, das sich dem Einfluss des Computers und des Digitalen auf Kunst und Gesellschaft widmet.
Im Vordergrund steht dabei die inhaltliche Auseinandersetzungen mit Computergrafik, Animation, Netzkunst, Softwarekunst, Hacktivism und interaktive Kunst und Ähnlichem im Kontext digitale Kunst bzw. Computer und deren Geschichte.
Präsentiert wird Digitale Kunst in dem Online-Museum DAM und der Galerie DAM Projects
Außerdem wird in Kooperation mit dem Center am Potsdamer Platz, ehemals Sony Center, digitale Kunst im öffentlichen Raum vorgestellt. Seit 2005 werden auf dem 20 Quadratmeter großen LED-Screen täglich Animationen und Softwarekunst präsentiert und auf diese Weise ein breites Publikum erreicht. Das Programm wechselt alle 3–4 Monate. 2005 initiierte DAM den Kunstpreis DAM Digital Art Award, DDAA.

## Online-Museum
Das Digital Art Museum wurde 1998 als Online-Museum gegründet. Erklärtes Ziel ist es, ein Forum für die Geschichte und Praxis der digitalen Kunst zur Verfügung zu stellen und gleichzeitig die Marktchancen für Künstler zu verbessern. Das Museum bietet eine vergleichende Dokumentation der Schaffensphasen der Künstler.
Das Museum wurde von Wolf Lieser konzipiert und entwickelt. Mike King als Dozent an der Guildhall University, London ermöglichte eine erste Finanzierung durch den AHRB Art and Humanities Research Board. Das erste Digital Art Museum Logo (das [DAM] Symbol) und das Design dieser Seite sind von Kerry J. Andrews lizenziert, für die technische Umsetzung war Alan Hicks verantwortlich. Heute wird ein Logo verwendet, welches von der Agentur Lohnzich entwickelt wurde.
Lieser zeichnet gemeinsam mit dem Beraterstab für die Auswahl der Künstler auf der Website verantwortlich. Vorschläge können von jedem der Mitglieder gemacht werden. Das Gremium besteht aus 5 Experten aus dem Bereich der digitalen Medien:
- Dominique Moulon (Kunstkritiker & Unabhängiger Kurator, Künstlerischer Leiter von Variation Paris)

- Frieder Nake (Computerkünstler, Dozent für Mathematik und Informatik an der Universität Bremen, Mitglied der Leibniz-Gesellschaft der Wissenschaften, Berlin)
- Domenico Quaranta (Zeitgenössischer Kunstkritiker und Kurator)
- Dr. Tina Sauerländer (Kunsthistorikerin, Kuratorin und Schriftstellerin, Künstlerische Leiterin des VR ART PRIZE by DKB in Zusammenarbeit mit CAA Berlin)
- Pau Waelder (Kunstkritiker, Kurator und Forscher, Dozent der Abteilung Kunst und Geisteswissenschaften sowie Design und Multimedia Creation an der Universitat Oberta de Catalunya, Spain)

Ehemalige Mitglieder des Gremiums:
- Sue Gollifer (Computerkünstlerin, Dozentin für bildende Kunst und Druckgrafik an der University of Brighton, GB, Kuratorin mehrerer internationaler Ausstellungen digitaler Kunst)
- Roger Malina (Herausgeber von Leonardo on-line)
- Bonnie Mitchell (Bowling Green University, USA und ACM SIGGRAPH)
- Cynthia Beth Rubin (Rhode Island School of Art, USA, und Vorstandsmitglied des International Symposium of Electronic Art)
- Anne Morgan Spalter (wissenschaftliche Mitarbeiterin an der Brown University, Providence, USA, und Autorin im Bereich der digitalen Kunst)
- Rejane Spitz (Computerkünstler, Professor der Abteilung für Kunst & Design an der Pontifica Universidade Católica, Rio de Janeiro, Brasilien, und Kurator mehrerer Ausstellungen digitaler Kunst in Südamerika)

## Galerien
Wolf Lieser gründete 1994 eine Galerie für zeitgenössische in Wiesbaden. Lieser war seit den 1980er Jahren als Art Consultant tätig und kam über den Amerikanischen Künstler Laurence Gartel, der seinerzeit Computer Graphics an der New Yorker School of Visual Art unterrichtete, mit digitaler Kunst in Berührung. Nach eingehender Beschäftigung mit dem Thema und Begegnungen mit digitalen Künstlern auf Fach-Veranstaltungen wie Ars Electronica (Österreich) und SIGGRAPH (USA), wurde Lieser 1999 Partner in der 1997 von Keith Watson eröffneten Colville Place Gallery in London, der ersten Galerie für digitale Kunst in London. 2002 wurden beide Galerien geschlossen. Im Frühjahr 2003 eröffnete Lieser die Galerie [DAM]Berlin, 2010 folgte [DAM]Cologne. Die Kölner Dependance wurde nach zwei Jahren wieder geschlossen. Von 2013 bis 2014 bestand [DAM] Frankfurt. In den Berliner Räumlichkeiten werden seit 2003 sowohl zeitgenössische junge Computerkünstler als auch Pioniere der digitalen Kunst vertreten.

## Der Preis
Der DAM Digital Art Award, DDAA, ehemals d.velop digital art award, wurde 2005 mit dem
Ziel initiiert, den digitalen Medien in der zeitgenössischen Kunst eine breitere Akzeptanz zu verschaffen. Der Preis ehrt entsprechende Künstler für ihr Lebenswerk oder eine bestimmte Werkgruppe.
Der Preis ist mit 20.000 Euro dotiert. Der Preisträger wird im darauffolgenden Jahr mit einer Ausstellung prämiert, die durch einen Katalog ergänzt wird.
Die d.velop AG förderte den [ddaa] seit 2005 bis einschließlich 2011. Der zweite Sponsor, die Hauptpharma AG unterstützte den Preis von 2008 bis 2011. Ständiger Partner des Preises war die Kunsthalle Bremen, in dessen Räumen eine begleitende Ausstellung für die Preisträger organisiert wurde. Sponsor war die Agentur Kommunikation Lohnzich aus Münster. Der Preis wurde 2024 fortgesetzt.
Preisträger
- 2005: Vera Molnar[13]
- 2006: Manfred Mohr
- 2008: Norman White
- 2010: Lynn Hershman Leeson
- 2024: Rebecca Allen

## Publikationen
2009 erschien das Buch Digital Art von Wolf Lieser, ein einführendes Werk über digitale Kunst. 2010 folgte eine erweiterte Version mit beiliegender DVD.